# 馬爾他交通
馬爾他國內的交通網規模雖小但覆蓋全國。島上的公共交通系統主要依靠公車和計程車。此外馬爾他還曾經有過鐵路和有軌電車。馬爾他的主要國際機場是馬爾他國際機場。此外馬爾他海運發達，擁有地中海第三大中轉港馬爾他自由港。馬爾他的駕駛方向是左側，汽車的普及率非常高。1990年，馬爾他有汽車182,254輛。馬爾他國內公路長度2,704 km。